# Епархия Тимики
Епархия Тимики (лат. Dioecesis Timikaënsis) — епархия Римско-Католической церкви с центром в городе Тимика, Индонезия. Епархия Тимики входит в митрополию Мерауке.

## История
19 декабря 2003 года Римский папа Иоанн Павел II издал буллу Supernum evangelizationis, которой учредил епархию Тимики, выделив её из епархии Джаяпуры.

## Ординарии епархии
- епископ John Philip Saklil (19.12.2003 — 3.08.2019).

## Источник
- Annuario Pontificio, Libreria Editrice Vaticana, Città del Vaticano, 2003, ISBN 88-209-7422-3
- Булла Supernum evangelizationis  (лат.)